# NEWZ
NEWZ, Nowoczerkasskij elektrowozostroitielnyj zawod (ros. НЭВЗ, Новочеркасский электровозостроительный завод, pol. Nowoczerkaski Zakład Budowy Elektrowozów) – rosyjski producent taboru kolejowego, z siedzibą w Nowoczerkasku. Utworzony w 1936 roku, do 1947 nosił nazwę Nowoczerkasskij parowozowstroitielnyj zawod (Nowoczerkaski Zakład Budowy Parowozów). Poprzednio nosił imię S.M. Budionnego.

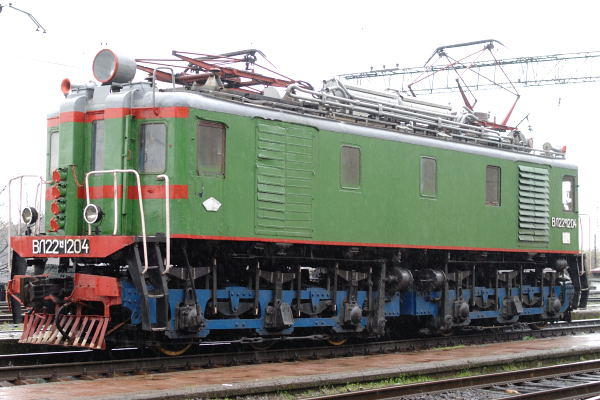
WŁ22^{M}

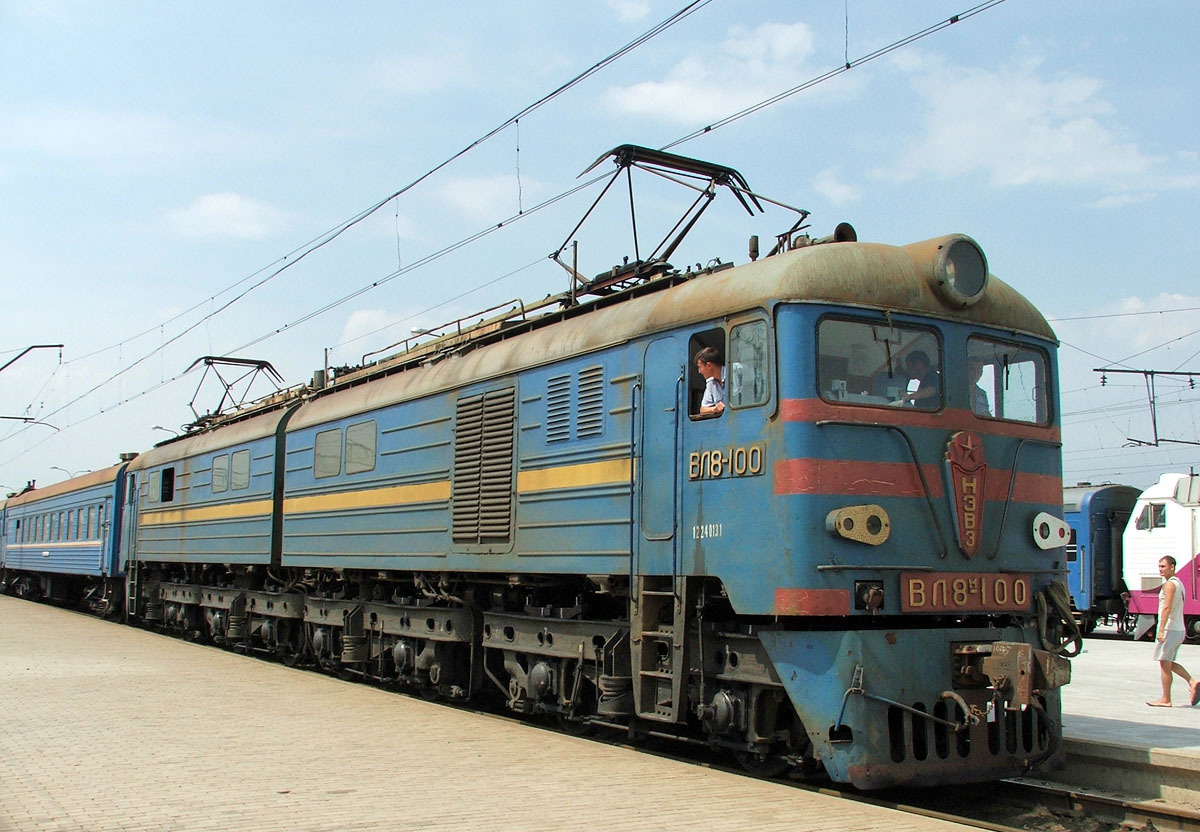
WŁ8^{M} (widoczne logo NEWZ)

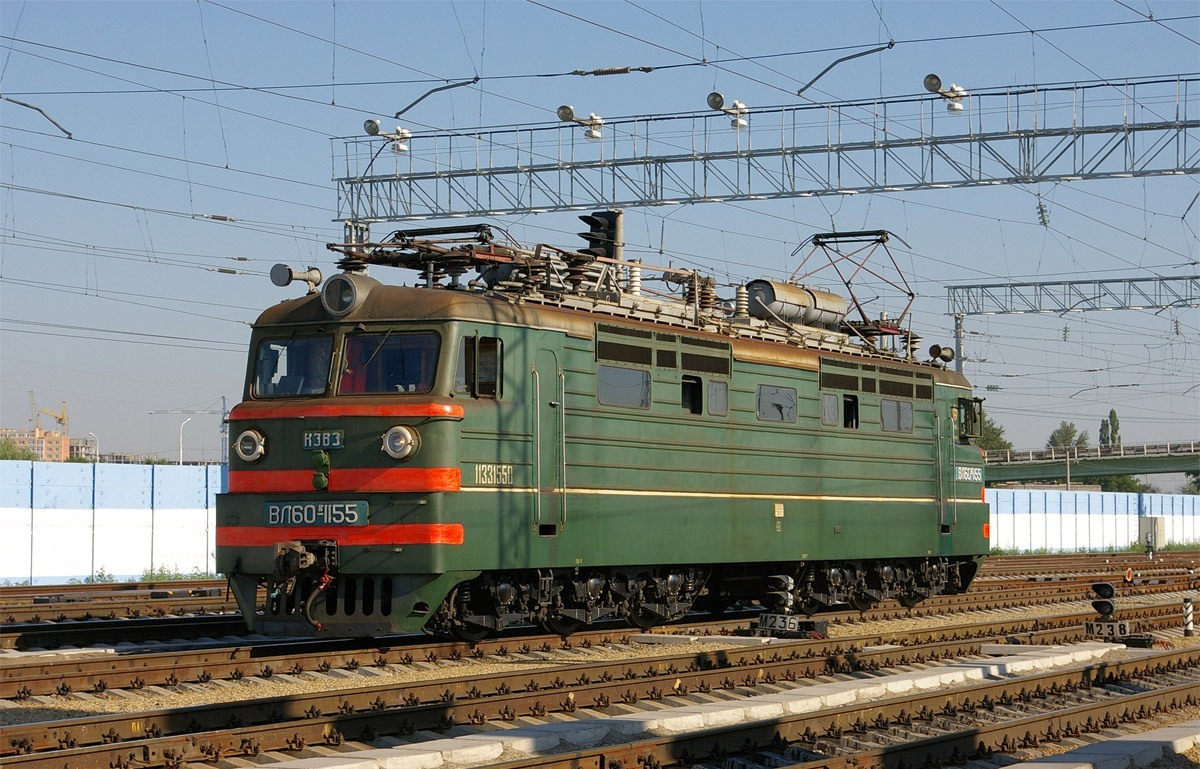
WŁ60

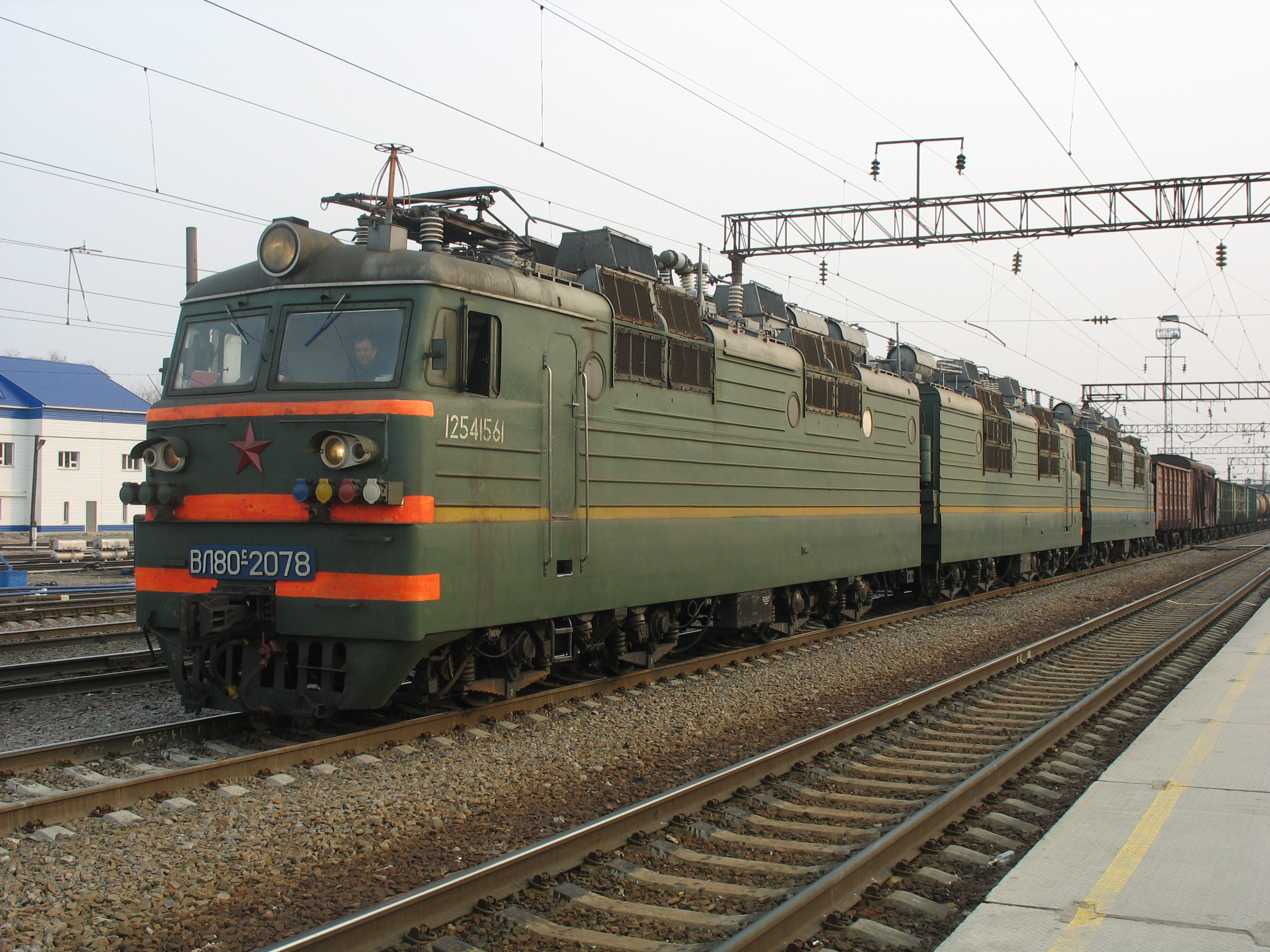
WŁ80

## Budowa parowozów
Budowę zakładu budowy parowozów pod Nowoczerkaskiem w ówczesnym ZSRR rozpoczęto w 1932 roku. Zakład uruchomiono w 1936 roku. Zajmował się produkcją parowozów wąskotorowych i manewrowych tendrzaków szerokotorowych 9P (w latach 1937-38 powstało 80 lokomotyw 9P).
Podczas II wojny światowej zakład był ewakuowany do Wotkińska. Zajmował się wówczas budową samolotów, dział i remontami czołgów. Po wojnie powrócił do swojej siedziby, która została zniszczona w jej trakcie.

## Budowa elektrowozów
Po II wojnie światowej władze radzieckie zdecydowały zmienić profil odbudowanego zakładu na produkcję elektrowozów, kończąc ich produkcję w moskiewskich zakładach Dinamo. Nastąpiła za tym zmiana nazwy zakładu w 1947 roku na Zakład Budowy Elektrowozów. Przez kolejne 10 lat był on jedynym producentem elektrowozów w ZSRR. Głównym konstruktorem do 1959 roku był Boris Susłow (poprzednio z zakładów Dinamo). W kwietniu 1947 roku wyprodukowano pierwsze elektrowozy serii WŁ22M (na prąd stały, zmodernizowanej przedwojennej konstrukcji). Ogółem powstało ich do 1958 roku ponad 1500 sztuk. Rozpoczęto następnie produkcję nowych konstrukcji lokomotyw, oznaczanych początkowo literą N (od Nowoczerkaska), zamienioną w 1963 roku na WŁ (od inicjałów Włodzimierza Lenina), na wzór wcześniejszych lokomotyw. W połowie lat 50. opracowano i wprowadzono do produkcji lokomotywy na prąd stały: jednoczłonową WŁ23 i dwuczłonową N8 (WŁ8); każdej powstało w NEWZ ponad 400 sztuk (WŁ8 produkowana była też przez TEWZ). Od 1950 roku produkowano też elektrowozy przemysłowe, począwszy od typu IV-KP.
W 1954 roku, począwszy od nielicznej serii NO (WŁ61), rozpoczęto produkcję elektrowozów na prąd przemienny, które stały się następnie główną gałęzią produkcji zakładów. W latach 1957–67 wyprodukowano 2612 lokomotyw odmian serii WŁ60 na prąd przemienny, kończąc na niej produkcję lokomotyw jednoczłonowych. Od 1961 roku produkowano liczną serię lokomotyw dwuczłonowych na prąd przemienny WŁ80, budowaną w kilku odmianach przez kolejne dekady.
Od 1969 roku zakłady NEWZ rozpoczęły produkcję lokomotywy dwuczłonowej na prąd stały WŁ10 zakładów TEWZ w Tbilisi, produkowanej wielkoseryjnie w dalszych odmianach przez ponad 30 lat. Na jej konstrukcji oparta została także lokomotywa serii ET42 dla PKP. Zakłady produkowały także wózki i pudła lokomotyw WŁ10 dla TEWZ. Od 1966 produkowano niewielką serię lokomotyw dwusystemowych WŁ82. 
Od 1947 do 1975 roku NEWZ wyprodukowały 3441 lokomotywy elektryczne na prąd stały i 3774 na prąd przemienny (w obu kategoriach najwięcej w ZSRR) oraz 91 dwusystemowych. W 1982 roku zakłady wyprodukowały dziesięciotysięczną lokomotywę (WŁ80R).
Od 1983 produkowano 12-osiowe dwuczłonowe lokomotywy WŁ85.
W 1958 roku Ministerstwo Przemysłu Elektrotechnicznego wyodrębniło projektowanie elektrowozów, organizując przy NEWZ Instytut Naukowo-Badawczy Budowy Elektrowozów (ros. ElNII), przekształcony w 1964 we Wszechzwiązkowy Naukowo-Badawczy i Projektowo-Konstrukcyjny Instytut Budowy Elektrowozów (ros. WElNII).
Do 1992 roku zakład produkował ponad 20 typów elektrowozów pasażerskich i towarowych oraz 14 typów przemysłowych.

## Produkcja
- WŁ22M (1947-1958, 1541 sztuk)[6]
- WŁ23 (1956-1961, 489 sztuk)[7]
- WŁ61 (początkowo NO) (1954-1957, 12 sztuk)[21]
- WŁ8 (początkowo N8) (1956-1963, 431 sztuk)[8]
- WŁ60 (początkowo N60) (1957-1967, 2612 sztuk)[11]
- WŁ80 (1961-1980)[12]
- WŁ82 (1966-1979, 91 sztuk)[15]
- WŁ10 (1969-1976, 1010 sztuk)[22]
- WŁ10U (do 1976)
- WŁ85 (od 1983)
- NEWZ 112E (PKP ET42)
- Sr1 (dla Finlandii)[23]

Lista nie jest kompletna.